# Печенізька волость
Печенізька волость (Новобєлгородська волость) — історична адміністративно-територіальна одиниця Вовчанського повіту Харківської губернії з центром у слободі Печеніги (Ново-Бєлгород).
Станом на 1885 рік складалася з 13 поселень, 12 сільських громад. Населення — 8825 осіб (4479 чоловічої статі та 4346 — жіночої), 1299 дворових господарств.
|                     | Площа, десятин | У тому числі орної, дес. |
| ------------------- | -------------- | ------------------------ |
| Сільських громад    | 10979          | 6810                     |
| Приватної власності | 13501          | 6543                     |
| Іншої власності     | 171            | 151                      |
| Загалом             | 24651          | 13504                    |

Основні поселення волості станом на 1885:
- Ново-Бєлгород — колишня державна слобода при річці Сіверський Донець за 53 верст від повітового міста, 6579 осіб, 1377 дворів, 3 православні церкви, школа, поштова станція, приймальний покій, центральна в'язниця, 2 постоялих двори, 28 лавок, базари по понеділках і п'ятницях, 5 ярмарків на рік.
- Артемівське — колишнє державне село при річці Гнилиця, 3703 особи, 611 дворів, православна церква, школа, 2 лавки,  щорічний ярмарок.
- Базаліївка — колишня державна слобода при річці Великий Бурлук, 2021 особа, 420 дворів, православна церква, 3 лавки.
- Ново-Олександівський — колишній державний хутір, 351 особа, 74 двори, молитовний будинок.
- П'ятницьке — колишнє державне село при річці Бабка, 915 осіб, 216 дворів, православна церква, школа, лавка.

Найбільші поселення волості станом на 1914 рік:
- село Печеніги — 14865 мешканців.
- село Артемівське — 5786 мешканців.
- село Базаліївка — 4298 мешканців.
- село П'ятницьке — 2107 мешканців.

Старшиною волості був Гапочка Трохим Олександрович, волосним писарем — Шаровкін Іван Савич, головою волосного суду — Ковальков Павла Іванович.